# Kasteelhoeve de Laiterie (Dilbeek)

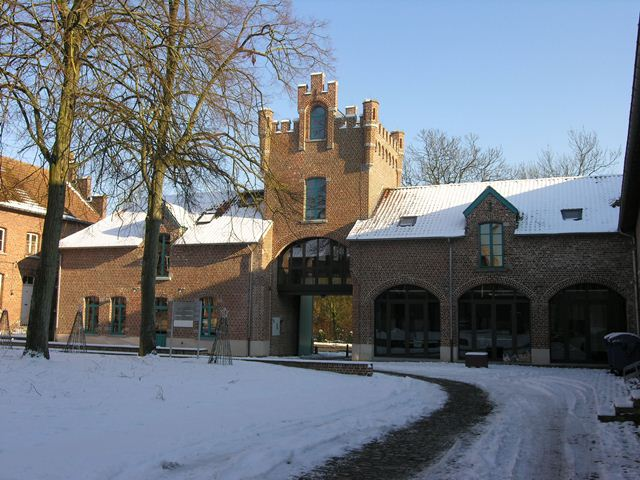
Kasteelhoeve de Laiterie

De Kasteelhoeve de Laiterie is een hoeve in de Vlaams-Brabantse plaats Dilbeek, gelegen aan de de Heetveldelaan 6.

## Geschiedenis
Oorspronkelijk was dit het neerhof van het Kasteel de Viron. In 1889 werd deze hoeve verbouwd in eclectische stijl, naar ontwerp van Jean-Pierre Cluysenaar, die toen al 9 jaar dood was. Deze verbouwing stond opgetekend als een agrandissement et amélioration notable.
In de hoeve bevond zich een brouwerij, een maalderij, een melkerij en een hotel-restaurant. Het noordelijk deel werd in de jaren '60 van de 20e eeuw omgebouwd tot bejaardentehuis en het zuidelijk deel kwam in 1990 aan de gemeente.